# Lisa Berger (triatleta)
Lisa Berger (1993) es una deportista suiza que compite en triatlón. Ganó una medalla de plata en el Campeonato Europeo de Triatlón de 2018, en el relevo mixto.

## Palmarés internacional
| Campeonato Europeo | Campeonato Europeo    | Campeonato Europeo | Campeonato Europeo |
| Año                | Lugar                 | Medalla            | Prueba             |
| ------------------ | --------------------- | ------------------ | ------------------ |
| 2018               | Glasgow (Reino Unido) | Medalla de plata   | Relevo mixto       |